# York Park
O York Park é um estádio localizado em Lauceston, no estado de Tasmânia, na Austrália, possui capacidade para 19.500 pessoas, foi inaugurado em 1921, é a casa do time de futebol australiano Hawthorn Hawks e do time de críquete Hobart Hurricanes .